# أمين العظمة
أمين (ت 1291هـ\1874م) بن محمد بن إسماعيل بن إبراهيم بن إسماعيل باشا بن محمد بك بن حمدان بن حسين بن موسى بن محمد بن حسن بك آل العظمة.
يقول د. الصواف: أحد الأعيان، عضو مجلس إدارة ولاية الشام أكثر من عشرة أعوام.
أشهر أولاده: محمود.